# أمبروسيو غولن
أمبروسيو غولن (بالإنجليزية: Ambrosio Guillen)‏ هو عسكري أمريكي، ولد في 7 ديسمبر 1929 في لا جونتا في الولايات المتحدة، وتوفي في 25 يوليو 1953 في كوريا في ممالك كوريا الثلاث.